# Goniothalamus reticulatus
Goniothalamus reticulatus este o specie de plante din genul Goniothalamus, familia Annonaceae, descrisă de George Henry Kendrick Thwaites. Conform Catalogue of Life specia Goniothalamus reticulatus nu are subspecii cunoscute.